# Hyalurga cinctella
Hyalurga cinctella är en fjärilsart som beskrevs av Embrik Strand 1911. Hyalurga cinctella ingår i släktet Hyalurga och familjen björnspinnare. Inga underarter finns listade i Catalogue of Life.